# Епархия Такна-и-Мокегуа
Епархия Такна-и-Мокегуа (лат. Dioecesis Tacnensis et Moqueguensis) — епархия Римско-Католической церкви с центром в городе Такна, Перу. Епархия Такна-и-Мокегуа входит в митрополию Арекипы.  Кафедральным собором  епархия Такна-и-Мокегуа является церковь Пресвятой Девы Марии Розария. В городе Мокегуа находится сокафедральный собор святого Доминика.

## История
18 декабря 1944 года Римский папа Пий XII издал «Nihil potius et antiquius», которой учредил епархию Такны, выделив её из архиепархии Арекипы. 11 июля 1992 года епархия Такны была переименована в епархию Текна-и-Мокегуа декретом «Multum conferre» ватиканской конгрегацией по делам епископов. 

## Ординарии епархии
- епископ Carlos Alberto Arce Masías  (6.07.1945 – 17.12.1956);
- епископ Alfonso Zaplana Bellizza (17.12.1957 – 28.04.1973);
- епископ Óscar Rolando Cantuarias Pastor (5.10.1973 – 9.09.1981) – назначен архиепископом Пьюры;
- епископ Óscar Julio Alzamora Revoredo (16.12.1982 – 13.02.1991);
- епископ José Hugo Garaycoa Hawkins (6.06.1991 – 1.09.2006);
- епископ Antonio Cortez Lara (1.09.2006 – по настоящее время).

## Источник
- Annuario Pontificio, Libreria Editrice Vaticana, Città del Vaticano, 2003, ISBN 88-209-7422-3
- Булла Nihil potius et antiquius, AAS 37 (1945), p. 142  (лат.)
- Декрет Multum conferre, AAS 84 (1992), p. 1014  (лат.)